# 葡屬帝汶
葡屬帝汶（葡萄牙語：Timor Português），是葡萄牙殖民帝國在東南亞的一片殖民地。始於1702年，里斯本政府派出António Coelho Guerreiro為第一位總督，至1975年11月28日，東帝汶獨立革命陣線片面宣布獨立，短暫建立東帝汶民主共和國為止。前後約273年。

## 殖民地時期
在歐洲人抵達之前，帝汶原本是位於馬來群島上的一個貿易據點，這裡所產的檀香木是其主要輸出品。最早一批來到的強權分別為十六世紀初的葡萄牙人和十六世紀末的荷蘭人；他們都是為了尋找马六甲的香料群島。葡人最早於1556年在今天的Pante Macassar附近登陸，並有一群道明會傳教士建立了Lifau鎮。
1613年，荷蘭人控制了帝汶島的西部。在接下來的三個世紀中，荷蘭人漸漸掌控大部分的馬來群島，除了葡萄牙掌握的帝汶島東半部。葡萄牙人引進了玉米作為糧食作物，以及咖啡作為商業出口作物。
葡萄牙人引進了羅馬天主教、拉丁字母書寫系統、印刷機和學校制度到東帝汶。
二戰期間由於受到日本的威脅，葡萄牙政府拒絕了盟軍的軍事援助。1941年12月7日珍珠港事變後太平洋戰爭爆發，即使葡萄牙並未參戰，盟軍為了避免日軍佔領葡屬帝汶威脅其防線側翼而於同年12月17日將其佔領。隨後葡萄牙和英國達成協議歸還葡屬帝汶，但在葡軍接收葡屬帝汶前帝汶戰役旋即爆發，日軍於1942年2月佔領帝汶島。1945年日本投降後，於9月5日將葡屬帝汶統治權交還葡萄牙。

## 獨立
1975年11月28日，东帝汶獨立，但在9天之後馬上就被印尼入侵并占领，1976年7月成为印尼——东帝汶省（Timor Timur）。接下来的20年裡，不断发生抗争运动，并造成了10－25万人的死亡。
1999年8月30日，在联合国监督下举行了全民公投，绝大多数的东帝汶人投票同意从印尼独立。在公投到1999年9月下旬多国维和部队进驻期间，由印尼军方组建和支持的反对独立的东帝汶民兵展开了大规模的焦土运动进行报复。民兵杀害了大约1,400名东帝汶人，并强行驱离了30万人到西帝汶成为难民。国家大部分的基础设施（包括住宅、灌溉系统、供水系统、学校、电网等）几乎100％被摧毁。1999年9月20日，以澳大利亚为首的国际部队进入以后，才结束了这些暴力行动。 
經聯合國託管约兩年半后，于2002年5月20日零时正式恢復獨立，國名為東帝汶民主共和國，成为国际公认的一个独立国家。